# NGC 2990
NGC 2990 je galaksija u zviježđu Sekstantu.

## Vanjske poveznice
- SEDS: NGC 2990